# Мейнер, Уэйд
Уэйд Мейнер (англ. Wade Mainer; 21.4.1907 — 12.9.2011) — американский певец и исполнитель игры на банджо (банджоист). Заслуга его и его ансамбля «Сыновья горцев» (The Sons of the Mountaineers) состоит в заполнении разрыва между старинной нагорной музыкой и музыкой в стиле блюграсс. Его иногда называли «Дедушкой блюграсса». Кроме того, он усовершенствовал двупальцевый щипковый стиль, который был предшественником современных трёхпальцевых стилей блюграсса.

## Биография
Мейнер был родом из штата Северная Каролина, основное влияние на него оказала нагорная музыка в семье. Его карьера началась в 1934 г. и продолжалась почти шесть десятилетий. За это время он прошёл путь от одного из исполнителей в ансамбле брата до основателя своего собственного ансамбля «Сыновья горцев» (The Sons of the Mountaineers), с которым он выступал до 1953 г., периода, когда он глубоко увлекся христианством и покинул музыкальную индустрию. После прекращения работы на заводе General Motors в 1973 г. он начал посещать мероприятия по возрождению госпельной музыки и приобрёл убеждение, что ему необходимо возобновить свою карьеру в качестве христианского госпельного музыканта и начать туры со своей женой. Он продолжал выпускать альбомы до 1993 г.
Во время Второй мировой войны ансамбль «Сыновья горцев» на недолго прекратил исполнения, так как Мейнер не мог позволить расход драгоценного бензина на поездки по радиостанциям. Было сделано исключение в 1942 году, когда Элеонора Рузвельт пригласила их в Белый дом. Здесь, в Вашингтоне, они исполнили несколько мелодий, в том числе по желанию президента Франклина Рузвельта.
Мейнер умер от хронической сердечной недостаточности в возрасте 104 лет.

## Награды
В 1987 году президент Рональд Рейган наделил его членством в Национальном Наследии (National Heritage Fellowship) за его заслуги перед американской музыкой. Другие награды местного значения.

## Студийные альбомы
- 1961: Soulful Sacred Songs, Духовные песни
- 1971: Sacred Songs of Mother and Home, Духовные песни матери и дома
- 1973: The Songs of Wade Mainer
- 1976: From the Maple to the Hill, Из клёна на холме
- 1980: Old Time Songs, Стародавние песни
- 1984: Old Time Banjo Tunes, Старые мелодии бонджо
- 1987: In the Land of Melody, В стране мелодий
- 1989: How Sweet to Walk, Так приятно пройтись пешком
- 1990: String Band Music|
- 1993: Old Time Gospel Favorites
- 1993: Carolina Mule, Каролина нытик[6]